# Mendidius multiplex
Mendidius multiplex är en skalbaggsart som beskrevs av Edmund Reitter 1897. Mendidius multiplex ingår i släktet Mendidius och familjen Aphodiidae. Inga underarter finns listade i Catalogue of Life.